# Okręg wyborczy Croydon
Okręg wyborczy Croydon powstał w 1885 r. i wysyłał do brytyjskiej Izby Gmin jednego deputowanego. Okręg obejmował miasto Croydon (ob. południowy Londyn). Został zlikwidowany w 1918 r.

## Deputowani do brytyjskiej Izby Gmin z okręgu Croydon
- 1885–1886: William Grantham, Partia Konserwatywna
- 1886–1895: Sidney Herbert, Partia Konserwatywna
- 1895–1906: Charles Ritchie, Partia Konserwatywna
- 1906–1909: Hugh Arnold-Forster, Partia Liberalno-Unionistyczna
- 1909–1910: Robert Hermon-Hodge, Partia Konserwatywna
- 1910–1918: Ian Zachary Malcolm, Partia Konserwatywna